# Gigi Edgley
Gigi Edgley (n. 16 noiembrie 1977, Perth, Australia de Vest, Australia) este o actriță și muziciană din Australia. Este cel mai cunoscută pentru rolul Chiana din serialul TV Farscape (Război intergalactic) și ca Lara Knight în Rescue: Special Ops.
 

## Filmografie

### Film
| An   | Titlu                            | Rol               | Note        |
| ---- | -------------------------------- | ----------------- | ----------- |
| 1998 | The Bastard                      | Sara              | Scurtmetraj |
| 2000 | The Monkey's Mask                | Tianna            |             |
| 2006 | Last Train to Freo               | Lisa              |             |
| 2007 | Showdown at Area 51              | Monica Gray       |             |
| 2008 | Newcastle                        | Sandra            |             |
| 2008 | Systolic                         | Liza              | Scurtmetraj |
| 2009 | Nobody Knows                     | Trixie Blu        |             |
| 2013 | One Step Ahead                   | Lisa              | Scurtmetraj |
| 2013 | L.O.V.E. Insurance for the Heart | Meredith          | Scurtmetraj |
| 2015 | Whiskey Sour                     | Emma              | Scurtmetraj |
| 2015 | Della Mortika                    | Zarah Della Morte | Scurtmetraj |
| 2015 | Hashtag                          | X                 | Scurtmetraj |

### Televiziune
| An        | Titlu                                | Rol             | Note                                                                    |
| --------- | ------------------------------------ | --------------- | ----------------------------------------------------------------------- |
| 1998      | The Day of the Roses                 | Erica Watson    | Miniserial TV                                                           |
| 1999      | Water Rats                           | Penny Lane      | Episodul "Red Light"                                                    |
| 1999      | BeastMaster                          | Maleena         | Episodul "Amazons"                                                      |
| 1999-2003 | Farscape                             | Chiana          | Rol principal                                                           |
| 2001      | The Lost World                       | Pakim           | Episodul "The Guardian"                                                 |
| 2002      | BeastMaster                          | Talia           | Episodul "The Alliance"                                                 |
| 2002      | Farscape: The Game                   | Chiana (voce)   | Joc video                                                               |
| 2003      | BlackJack: Murder Archive            | Liz Kempson     | Film TV                                                                 |
| 2003      | The Secret Life of Us                | George          | Rol principal                                                           |
| 2004      | Stingers                             | Katherine Marks | Rol secundar                                                            |
| 2004      | Farscape: The Peacekeeper Wars       | Chiana          | Miniserial TV                                                           |
| 2005      | BlackJack: In the Money              | Liz Kempson     | Film TV                                                                 |
| 2005      | BlackJack: Ace Point Game            | Liz Kempson     | Film TV                                                                 |
| 2006      | BlackJack: At the Gates              | Liz Kempson     | Film TV                                                                 |
| 2007      | The Starter Wife                     | Chloe           | Miniserial TV                                                           |
| 2007      | BlackJack: Ghosts                    | Liz Kempson     | Film TV                                                                 |
| 2009-2011 | Rescue: Special Ops                  | Lara Knight     | Rol principal                                                           |
| 2010      | Quantum Apocalypse                   | Trish           | Film TV                                                                 |
| 2012      | Tricky Business                      | Kate Christie   | Rol principal                                                           |
| 2014      | Carlotta                             | Jane            | Film TV                                                                 |
| 2014      | Jim Henson's Creature Shop Challenge | Rolul ei        | Gazdă                                                                   |
| 2016      | Star Trek Continues                  | Eliza Taylor    | Serial Star Trek produs de fani Episodul "Come Not Between the Dragons" |

## Legături externe
- Site web oficial
- Gigi Edgley la Internet Movie Database